# De Meermin (molen)
De Meermin was een bakstenen stellingmolen, een bovenkruier te Terhofstede bij de Nederlandse plaats Retranchement. De molen werd gebouwd in 1896 en was in gebruik als korenmolen.
De voorganger van deze molen was een houten standerdmolen die in 1877 vanuit Oostakker naar Terhofstede was gebracht. Enkele onderdelen van deze molen zijn in de bovenkruier hergebruikt.
In 1944 werd de molen verwoest door oorlogshandelingen en in 1948 werd ze onttakeld. Wat rest is een molenromp met een zeemeermin als windwijzer er op. Deze is met klimop begroeid en vormt het kenmerkende beeld van Terhofstede.

## Naam
De naam van deze molen kan mogelijk in verband gebracht worden met de legende dat enkele inwoners van Damme in de buurt van Terhofstede een zeemeermin hadden gevonden, deze meenamen naar hun stad waarop ze van verdriet zou zijn gestorven.